# Horlógín Csojbalszan
Horlógín Csojbalszan (Хорлоогийн Чойбалсан - Xorlōgīn Čoibalsan) (1895. február 8. – Moszkva, 1952. január 26.) mongol államférfi, katonatiszt. 
Szerzetesnek tanult, de megszökött, és 1914-ben Oroszországba ment tanulni. 1917-ben visszatért Mongóliába, és utána távírásziskolát végzett. 1919-ben csatlakozott a kommunistákhoz. 1919. június 14-én Szovjet-Oroszországba utazott Szühebátorral együtt. Az Ungern bárót legyőző Vörös Hadsereggel tért vissza Mongóliába. 1921. március 16-án a Népi Hadsereg politikai biztosa lett. 1928-ban az MNFP VIII. pártkongresszusán „leleplezte” a jobboldali elhajlást. 1931-ben külügyminiszter, majd mezőgazdasági miniszterként felügyelte a kollektivizálást. 1932-ben részt vett a „baloldali elhajlók" elítélésében. A 30-as évek évek közepén meredeken ívelt felfelé a karrierje. 1935-ben a miniszterelnök első helyettese, 36-ban belügyminiszter, majd 37-ben a Népi Hadsereg főparancsnoka és honvédelmi miniszter. 1939-től a kormány feje. A Szovjetunióban zajló tisztogatásokkal párhuzamosan félreállította Gendent, Demidet és Amart, így versenytárs nélkül maradva a 40-es években kiépítette saját személyi kultuszát, ugyanakkor Moszkvával szemben nagyfokú opportunizmust tanúsított.
Uralma alatt ismerték el a nagyhatalmak Mongóliát függetlennek, ugyanakkor számos buddhista kolostor lerombolása és a lámák üldöztetése is ekkor történt.

## Külső hivatkozások
- Baabar (1999). History of Mongolia. Cambridge: Monsudar Publishing.
- Sanders, Alan J. K. (1996). Historical Dictionary of Mongolia. Lanham: Scarecrow Press.
- Coox, Alvin D (1990). Nomonhan: Japan Against Russia, 1939, Volumes 1-2. Stanford University Press.